# کاموی، پورتوریکو
کاموی (به انگلیسی: Camuy) یک منطقهٔ مسکونی در ایالات متحده آمریکا است که در پورتوریکو واقع شده‌است.
 کاموی  ۳۵٬۱۵۹ نفر جمعیت دارد.